# Garnay
Garnay är en kommun i departementet Eure-et-Loir i regionen Centre-Val de Loire strax norr om centrala Frankrike. Kommunen ligger i kantonen Dreux-Sud som tillhör arrondissementet Dreux. År 2022 hade Garnay 1 000 invånare.

## Befolkningsutveckling
Antalet invånare i kommunen Garnay
Referens:INSEE